# Bianca Stuart
Bianca Stuart (* 17. Mai 1988 in Nassau) ist eine bahamaische Weitspringerin.

## Sportliche Laufbahn
Erste internationale Erfahrungen sammelte Bianca Stuart bei den CARIFTA-Games 2002 in Nassau, bei denen sie mit 5,30 m die Silbermedaille gewann. 2004 gewann sie bei den Zentralamerika- und Karibik-Juniorenmeisterschaften (CAC) in Coatzacoalcos mit 5,71 m die Bronzemedaille im Weitsprung sowie in 47,97 s auch mit der bahamaischen 4-mal-100-Meter-Staffel. Im Jahr darauf wurde sie bei den CARIFTA-Games in Bacolet mit 5,76 m Vierte und schied bei den Jugendweltmeisterschaften in Marrakesch mit 5,68 m in der Qualifikation aus. Daraufhin wurde sie bei den Panamerikanischen-Juniorenmeisterschaften in Windsor mit 5,61 m Zehnte. 2006 gewann sie bei den CAC-Juniorenmeisterschaften in Port of Spain mit 6,09 m die Silbermedaille und schied bei den Juniorenweltmeisterschaften in Peking mit 6,05 m in der Qualifikation aus. 2007 gewann sie bei den Panamerikanischen-Juniorenmeisterschaften in São Paulo mit einer Weite von 6,12 m die Silbermedaille und im Jahr darauf siegte sie mit 6,54 m bei den CAC-Meisterschaften in Cali und gewann zudem Bronze mit 6,37 m bei den U23-NACAC-Meisterschaften in Toluca de Lerdo.
2009 wurde sie bei den CAC-Meisterschaften in Havanna mit 6,31 m Vierte und im Jahr darauf gewann sie bei den U23-NACAC-Meisterschaften in Miramar mit 6,42 m die Silbermedaille hinter der Anguillanerin Shara Proctor. Zudem gewann sie bei den Zentralamerika- und Karibikspielen in Mayagüez mit 6,50 m hinter Rhonda Watkins aus Trinidad und Tobago und der Jamaikanerin Jovanee Jarrett. 2011 siegte sie mit 6,81 m bei den CAC-Meisterschaften in Mayagüez und qualifizierte sich damit für die Weltmeisterschaften in Daegu, bei denen sie mit 6,44 m in der Qualifikation ausschied. Bei den Leichtathletik-Hallenweltmeisterschaften 2012 in Istanbul wurde sie mit 4,71 m Achte und schied bei den Olympischen Spielen in London mit 6,32 m in der Qualifikation aus. 2013 gewann sie mit 6,42 m die Bronzemedaille bei den CAC-Meisterschaften in Morelia und schied bei den Weltmeisterschaften in Moskau mit 6,35 m in der Qualifikation aus. 2014 nahm sie erstmals an den Commonwealth Games in Glasgow teil und belegte dort mit einer Weite von 6,31 m den achten Platz.
2015 gewann sie bei den Panamerikanischen Spielen in Toronto mit 6,69 m die Silbermedaille hinter der Kanadierin Christabel Nettey und qualifizierte sich damit erneut für die Weltmeisterschaften in Peking, bei denen 6,34 m nicht für einen Finaleinzug reichten. Im Jahr darauf nahm sie erneut an den Olympischen Spielen in Rio de Janeiro teil und schied dort mit 6,45 m in der Qualifikation aus, wie auch bei den Weltmeisterschaften in London im Jahr darauf, bei denen 5,91 m nicht für einen Finaleinzug reichten. 2018 wurde sie bei den Commonwealth Games im australischen Gold Coast mit 6,30 m erneut Achte und klassierte sich bei den NACAC-Meisterschaften in Toronto mit 6,09 m auf dem sechsten Platz.
Von 2008 bis 2010 sowie von 2012 bis 2017 wurde Stuart jedes Jahr bahamaische Meisterin im Weitsprung. Sie absolvierte ein Studium an der Southern Illinois University Carbondale.

## Persönliche Bestleistungen
- Weitsprung: 6,83 m (+0,3 m/s), 26. Juni 2015 in Nassau (Bahamaischer Rekord)
  - Weitsprung (Halle): 6,79 m, 11. Februar 2012 in Fayetteville